# Mária Franciska portugál infánsnő
Bragança Mária Franciska (ismert még mint Portugáliai Mária Franciska, portugálul: Maria Francisca de Bragança, spanyolul: María Francisca de Portugal; Queluz, Portugál Királyság, 1800. április 22. – Alverstoke, Nagy-Britannia, 1834. szeptember 4.), a Bragança-házból származó portugál infánsnő, VI. János portugál király és Spanyolországi Sarolta Johanna királyné leánya, aki a karlisták által támogatott Károly Mária Izidor infáns, Molina grófja (II. Izabella spanyol királynő apai nagybátyja egy vele szemben trónkövetelő) hitvese révén spanyol infánsné és Molina grófnéja.

## Származása
Mária Franciska infánsnő 1800. április 22-én született Queluzban, a portugál uralkodócsalád, a Bragança-ház tagjaként. Apja VI. János portugál király, aki III. Péter jure uxoris király és unokahúga, I. Mária portugál királynő fia volt. Apai nagyapai dédszülei V. János portugál király és Habsburg Mária Anna főhercegnő (I. Lipót német-római császár leánya), míg apai nagyanyai dédszülei I. József portugál király és Spanyolországi Marianna Viktória királyné (V. Fülöp spanyol király leánya) voltak.
Édesanyja a Bourbon-házból származó Sarolta Johanna spanyol infánsnő, IV. Károly spanyol király és Mária Lujza Bourbon–parmai hercegnő leánya volt. Anyai nagyapai dédszülei III. Károly spanyol király és Szászországi Mária Amália (III. Ágost lengyel király és szász választófejedelem leánya), míg anyai nagyanyai dédszülei I. Fülöp parmai herceg és Franciaországi Lujza Erzsébet (XV. Lajos francia király leánya) voltak. Szülei rokoni kapcsolatban álltak, második-unokatestvérek voltak, mivel az infánsnő apai nagyanyai dédanyja, Spanyolországi Marianna Viktória és anyai nagyapai dédapja, III. Károly spanyol király testvérek voltak.
Mária Franciska infánsnő volt szülei kilenc gyermeke közül az ötödik, egyben a harmadik leánygyermek. Felnőttkort megért testvérei között olyan magas rangú személyek vannak mint Mária Terézia infánsnő, aki házassága révén Beira hercegnéje; Mária Izabella infánsnő, aki VII. Ferdinánd spanyol király második felesége lett; I. Péter brazil császár; Izabella Mária infánsnő, Portugália későbbi régense 1826 és 1828 között; I. Mihály portugál király; továbbá Mária da Assunção infánsnő; valamint Anna de Jesus Maria infánsnő, aki házassága révén Loulé hercegnéje volt.

## Házassága és gyermekei
Az infánsnő férje a Bourbon-házból származó Károly Mária Izidor infáns, Molina grófja, egyben apai nagybátyja lett. A gróf volt IV. Károly spanyol király (Mária Franciska anyai nagyapja) és Mária Lujza Bourbon–parmai hercegnő (I. Fülöp parmai herceg leányának) tizedik gyermeke. Házasságukra 1816. szeptember 22-én került sor Madridban. Kapcsolatukból összesen három fiúgyermek született. Gyermekeik:
- Károly Lajos infáns (1818. január 31. – 1861. január 13.), Montemolin grófja
- János Károly infáns (1822. május 15. – 1887. november 18.), Montizón grófja
- Ferdinánd Mária infáns (1824. október 19. – 1861. január 2.), spanyol infáns